# F-LINE
F-LINE株式会社（エフライン）は、東京都中央区に本社を置く物流会社である。旧商号は味の素物流で、2019年4月にカゴメ物流サービス、F-LINE（旧法人）、九州F-LINEとハウス物流サービスの一部の事業を統合して発足した。

## 物流事業
- コールドライナー - 冷凍・冷蔵食品の輸送を中心とした低温物流システム。冷凍・冷蔵・常温の全温度帯の同時共同配送が可能。
- abライナー - 常温帯の共同配送システム。
- 国際物流 - ロサンゼルスに現地事務所、バンコクに現地法人を設け、国際一貫物流サービスを行っている。
- 生産物流 - 味の素東海工場・九州工場、J-オイルミルズ横浜工場・千葉工場の原材料・製品輸送、工場内荷役を行っている。
- 内航海運 - 食油用・味液用各2艘のタンカーと貨物船1艘を保有。

## 沿革
- 1952年10月 - 株式会社サンミックス設立
- 1957年4月 - 三宝運輸株式会社設立
- 1959年4月 - 三福株式会社設立
- 2000年4月 - 上記三社が合併し、味の素物流株式会社発足
- 2018年4月 - 物流子会社6社（東北・中央・関東・東海・関西・協同各エース物流）が味の素物流に統合
- 2019年4月 - 味の素物流株式会社を存続会社とし、カゴメ物流サービス株式会社、F-LINE株式会社（旧法人。味の素の100%子会社の北海道エース物流を、味の素、カゴメ、日清フーズ、ハウス食品グループ本社各25%出資に改め2017年3月に社名変更[2]）、九州F-LINE株式会社とハウス物流サービスの運送・倉庫事業を統合してF-LINE株式会社発足[3]。

## 主な取引先
※全て株式会社

### 味の素グループ
- 味の素
- 味の素AGF
- 味の素冷凍食品
- ギャバン
- 日本ケロッグ
- クノール食品
- J-オイルミルズ
- ヤマキ

### ハウス食品グループ
- ハウス食品
- ハウスウェルネスフーズ
- 壱番屋
- サンヨー缶詰
- サンハウス食品
- ギャバン

### 外食チェーン
- 日本ケンタッキーフライドチキン
- ピザーラ
- ミスタードーナツ
- モスバーガー

## 物流拠点における火災（プロロジスパーク岩沼Ⅰ）
2020年4月30日の正午ごろ、物流拠点の岩沼物流センターが入居する物流施設（プロロジスパーク岩沼I）内で火災が発生した。F-LINE社の物流拠点にも延焼し、物流施設は全焼となった。仙台市宮城野区に新たな拠点「仙台港物流センター」を開設した。